# Koubaye
Koubaye is een gemeente (commune) in de regio Mopti in Mali. De gemeente telt 6600 inwoners (2009).
De gemeente bestaat uit de volgende plaatsen:
- Daka Bori
- Diam Alla Bozo
- Diam Alla Rimaïbé
- Kelloye
- Koubaye
- Lardé Balli
- Singuino
- Yongosiré